# 劳莫乔哈佐
劳莫乔哈佐，是匈牙利索博尔奇-索特马尔-贝拉格州所辖的一个村。总面积18.11平方公里，总人口1476，人口密度81.5人/平方公里（2011年1月1日）。